# Transport for London

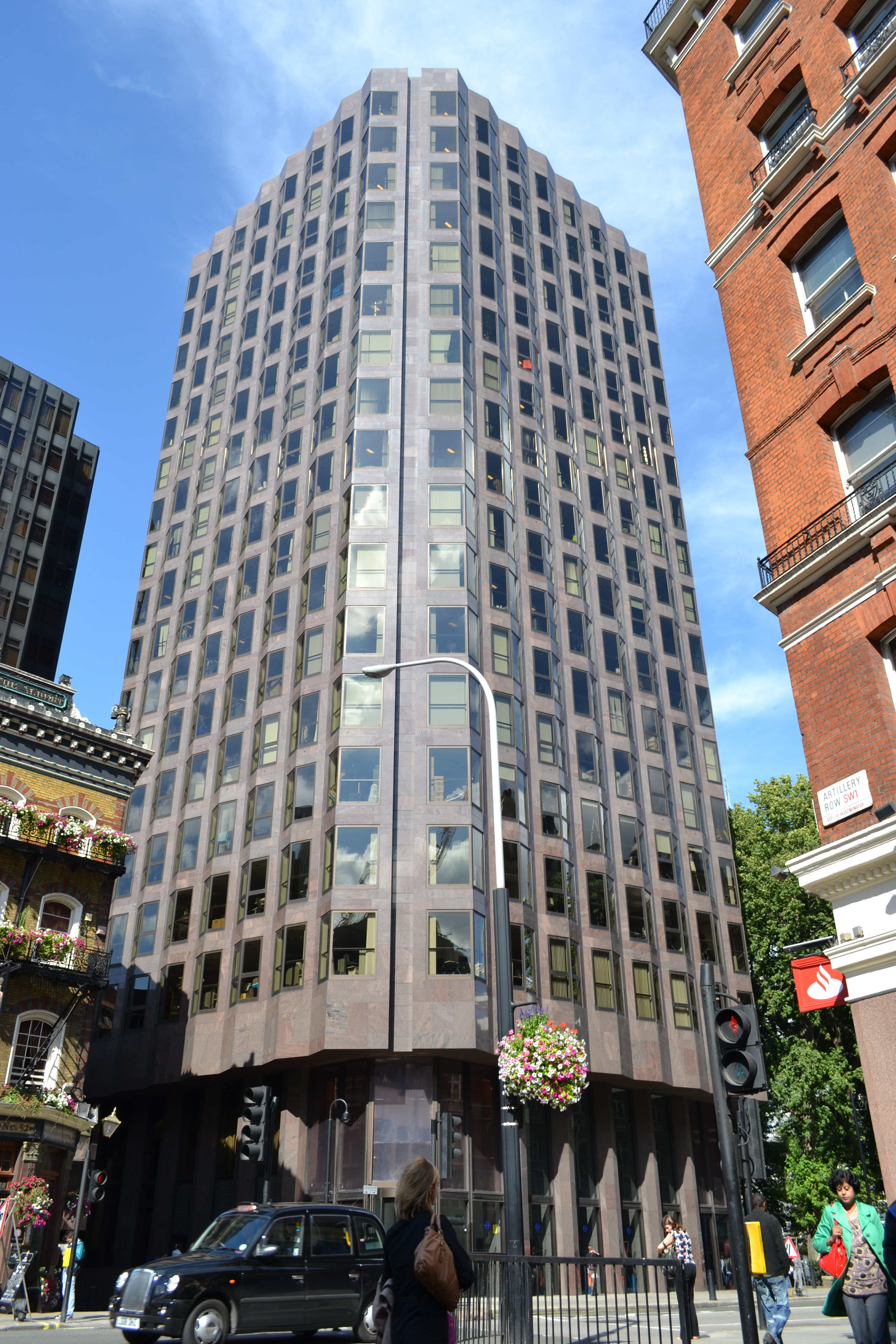
Sitz von Transport for London, Windsor House

Transport for London, kurz TfL, ist die Dachorganisation, die seit 2001 das Verkehrssystem in London koordiniert. Ein direkt dem Mayor of London unterstellter Ausschuss führt TfL. Der Commissioner of Transport for London ist als Geschäftsführer tätig und dem Ausschuss gegenüber verantwortlich.

## Aufgabenbereiche
TfL ist in drei Hauptdirektionen aufgeteilt, die für bestimmte Arten von Verkehrsmittel zuständig sind.
- London Underground, zuständig für den Betrieb der Londoner U-Bahn. Die Instandhaltung wurde ursprünglich an die Firmen Metronet und Tube Lines privatisiert; nach starken Kostenüberschreitungen und dem Konkurs von Metronet wurde diese Teilprivatisierung 2010 rückabgewickelt. Zum Zweck des Betriebs ist das Netz in drei Teilnetze gegliedert:
  - BCV: Bakerloo Line, Central Line, Victoria Line, Waterloo & City Line
  - JNP: Jubilee Line, Northern Line, Piccadilly Line
  - SSR (Sub Surface Railway): Metropolitan Line, District Line, Circle Line, Hammersmith & City Line

- London Rail, zuständig für
  - Koordination mit Eisenbahnverkehrsunternehmen, die im Rahmen von National Rail Bahndienstleistungen innerhalb Londons erbringen
  - London Overground, wobei der Betrieb durch private Verkehrsunternehmen und der Unterhalt durch Network Rail erfolgt
  - Crossrail  (Elizabeth Line), wobei der Betrieb wie bei Overground durch private Verkehrsunternehmen und der Unterhalt durch Network Rail erfolgt
  - Docklands Light Railway (DLR), wobei der Betrieb und der Unterhalt durch ein privates Verkehrsunternehmen erfolgt
  - London Trams, Vergabe von Betriebskonzessionen für die Londoner Stadtbahn (bisher nur Tramlink im Süden der Stadt)

- Surface Transport (Oberflächenverkehr), bestehend aus
  - London Buses: Koordination des Stadtbusnetzes in ganz London mit über 8000 Omnibussen (Doppeldeckbusse, Solobusse, Midibusse und Minibusse), Ausschreibung und Vergabe von Linienkonzessionen an private Busverkehrsunternehmen (→ Liste der Buslinien in London)
  - London Dial-a-Ride: Rufbussystem für Menschen mit Behinderungen
  - London River Services: Lizenzierung und Koordination der Passagierschifffahrt auf der Themse in London
  - London Streets: Unterhalt der wichtigsten Hauptstraßen
  - London Congestion Charge (Mautgebühren für die Fahrten in die Londoner Innenstadt)
  - Public Carriage Office: Lizenzierung der berühmten schwarzen Taxis und anderer privater Taxiunternehmen
  - Victoria Coach Station: Londons wichtigster Terminal für Regional- und Überlandbusse
  - Cycling Centre of Excellence: Förderung des Fahrradverkehrs in London und Vergabe der Konzession für Santander Cycles
  - Walking, zuständig für besseren Zugang für Fußgänger
  - London Road Safety Unit, zuständig für Förderung der Verkehrssicherheit
  - Community Safety, Enforcement and Policing, zuständig für Fahrausweiskontrollen in Bussen sowie Zusammenarbeit mit dem Metropolitan Police Service und der British Transport Police
  - Traffic Enforcement, zuständig für die Durchsetzung von Verkehrsregeln auf den wichtigsten Hauptstraßen
  - Freight Unit, zuständig für die Entwicklung eines Güterverkehrsplans

TfL besitzt und betreibt auch das London Transport Museum (LTM) im Covent Garden. Dieses Verkehrsmuseum befasst sich mit der Verkehrsgeschichte Londons. Darüber hinaus gibt es ein umfangreiches Museumsdepot in Acton, das nur während einiger Wochenenden geöffnet ist.

## Tarife
Die meisten Verkehrsmittel, die unter der Kontrolle von Transport for London sind, besitzen ein eigenes Tarifsystem für Einzelfahrten. London-Buses-Stadtbusse und Tramlink wenden ein gemeinsames Tarifsystem an, ebenso London Underground und Docklands Light Railway. Dabei gilt ein spezifischer Preis je nach genauer Relation, genutzten Verkehrsmitteln und Tageszeit.
Neben diesen verkehrsmittelspezifischen Tarifsystemen für Einzelfahrten gibt es ein Tarifzonensystem (Travel zones). Hier werden Zeitfahrkarten (Travelcards; Gültigkeit zwischen einem Tag und einem Jahr) auch mit Abonnements angeboten. Diese sind gültig auf der Docklands Light Railway, bei der London Underground, in Stadtbussen, bei regionalen Eisenbahnverbindungen und der Tramlink, bis zu einem gewissen Grad auch auf Schiffslinien. Als Besonderheit gelten Travelcards im Gültigkeitszeitraum grundsätzlich in allen Bussen im gesamten Stadtgebiet.
Die Oyster-Card ist ein kontaktloses Chipkartensystem, mit dem Einzelfahrten mit im Voraus eingezahltem Guthaben durchgeführt („Pay-as-you-go“) oder Zeitkarten aufgeladen werden können. Dabei gibt es bei Einzelfahrten eine tägliche Höchstgrenze je nach durchquerten Zonen, sodass zusätzliche Fahrten innerhalb des gleichen Tages nicht abgerechnet werden.
Seit 2014 können kontaktlose Mastercard-, Visa-, American-Express- und Maestro-Karten wie Oyster-Karten für Pay-as-you-go-Einzelfahrten benutzt werden. Hierbei gibt es nicht nur eine tägliche, sondern auch eine wöchentliche Höchstgrenze.
Die Zone 1 umfasst im Wesentlichen die Bezirke City of London und City of Westminster. Die Zonen 2–6 sind konzentrisch darum angeordnet und decken den Rest von Greater London ab. Die Zonen 7–9 umfassen alle Underground-Stationen außerhalb Greater Londons. Daneben gibt es noch die Sonderzone London Trams (alle Stationen) und Außenzonen ohne Bezeichnung, in denen der TfL-Tarif gilt. TfL Rail bedient darüber hinaus auch Bahnhöfe außerhalb des TfL-Tarifsystems. Dort kommt der National-Rail-Tarif zur Anwendung und Oyster Cards werden nicht anerkannt. Im eigenwirtschaftlich betriebenen Eisenbahnverkehr (z. B. Heathrow Express, Gatwick Express sowie in Fernzügen) innerhalb des TfL-Bereichs wiederum werden, trotz eigenem Tarif, Oyster Cards und TfL-Tickets akzeptiert.

## Londoner Verkehrsgeschichte
Der öffentliche Verkehr in London war zu Beginn des 20. Jahrhunderts über die Sicherheitsstandards für Fahrzeuge hinaus nicht kommerziell reguliert. Der London County Council besaß das größte Straßenbahnsystem, aber die Eisenbahnen und die U-Bahn befanden sich im Besitz mehrerer konkurrierender Privatunternehmen – das größte war die Underground Electric Railways von London (UERL), im Besitz von Lord Ashfield, dem auch die London General Omnibus Company (LGOC) gehörte, das größte Busunternehmen. Das LGOC konkurrierte zwischen 1922 und 1924 mit vielen kleinen, unabhängigen Busunternehmen. Der harte Wettbewerb zwischen den kleinen Busunternehmen drückte die Einkommen der etablierten Transportanbieter und drückte auf die Löhne der Belegschaft, was zu einem Streik im öffentlichen Nahverkehr in ganz London führte. Dem britischen Parlament gehörten Lord Ashfield und Herbert Morrison an, der gleichzeitig auch Ratsmitglied war, als ein Parlamentsmitglied intervenierte. Ab 1924 wurde die Einrichtung neuer Buslinien in London verhindert – was die etablierten Unternehmen vor der Konkurrenz schützte. Die kleinen Busunternehmen wurden dann von der LGOC aufgekauft, um den Busverkehr zu monopolisieren und das Netzwerk zu rationalisieren.
Bis 1933 gab es keine übergreifende Koordination der verschiedenen öffentlichen Verkehrsmittel. Dies änderte sich zum 1. Juli 1933 mit der Gründung des London Passenger Transport Board (LPTB). Diese öffentliche Organisation übernahm die Kontrolle über die U-Bahn- und Busanlagen der UERL, die konkurrierenden Eisenbahnen und mehrere Straßenbahnsysteme sowie fast alle anderen Busse. 1948 wurde die LPTB Teil der neu geschaffenen London Transport Executive (LTE). Es war Teil der British Transport Commission, die auch für die British Rail verantwortlich war. Im Jahr 1963 fiel LTE unter dem Namen London Transport Board (LTB) in die direkte Verantwortung des britischen Verkehrsministers.
Von 1970 bis 1984 war der Greater London Council (GLC) für die Buslinien in Greater London und die London Underground verantwortlich. Die zu diesem Zweck geschaffene Verwaltungsabteilung war die London Transport Executive (GLC). 1984 erfolgte die Gründung der öffentlich-rechtlichen Gesellschaft London Regional Transport (LRT), da der GLC zwei Jahre später aufgelöst werden sollte. LRT lagerte 1985 die London Underground in die Tochtergesellschaft London Underground Limited (LUL) aus. Nach der Privatisierung des Busverkehrs Ende der 1980er Jahre war LRT Konzessionsgeber für die ausgeschriebenen Buslinien. Im Jahr 2000 löste TfL den LRT ab und übernahm von dieser Organisation die meisten Aufgaben und Verkehrsmittelarten als Regie-Unternehmen.
Das Public Carriage Office war ursprünglich eine Abteilung des Metropolitan Police Service, der Unterhalt der Hauptstraßen lag zuvor im Zuständigkeitsbereich der britischen Regierung und der einzelnen London Boroughs. Beide Aufgabenbereiche wurden im Jahr 2000 ebenfalls an TfL übertragen. Das Netz der London Underground ging erst 2003 an TfL über.